# Härrajåkka
De Härrajåkka is een beek in de Zweedse  gemeente Kiruna. De bergbeek ontstaat op de hellingen van een bergplateau van circa 675 meter hoogte. De rivier stroomt naar het zuidoosten weg en levert haar water af in de Åggojåkka. Ze is circa 15 kilometer lang.
Afwatering: Härrajåkka → Åggojåkka → Lainiorivier → Torne → Botnische Golf.